# 斯里拉姆纳加尔
斯里拉姆纳加尔（Sriramnagar），是印度安得拉邦Vizianagaram县的一个城镇。总人口19550（2001年）。

## 人口
该地2001年总人口19550人，其中男性9769人，女性9781人；0—6岁人口2085人，其中男1106人，女979人；识字率64.27%，其中男性为72.61%，女性为55.95%。